# Uniwersytet Canterbury
Uniwersytet Canterbury (ang. University of Canterbury, maor. Te Whare Wānanga o Waitaha) – nowozelandzka uczelnia publiczna znajdująca się w Christchurch, stolicy regionu Canterbury.

## Historia

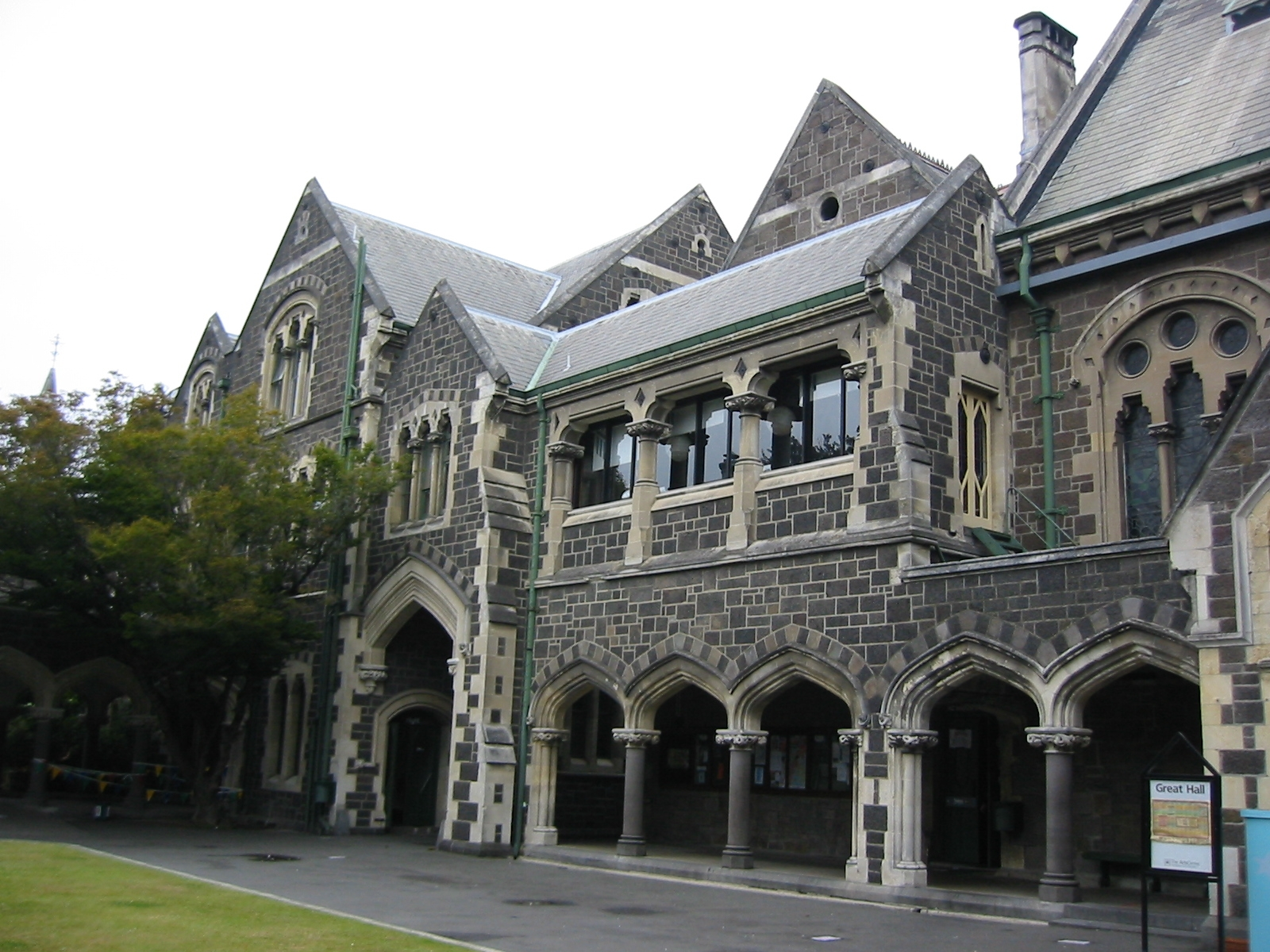
Były kampus uniwersytecki, obecnie Christchurch Arts Centre

Uniwersytet powstał w 1873, w centrum Christchurch, jako Canterbury College, druga uczelnia w Nowej Zelandii (po Uniwersytecie Otago). Do jego założenia przyczyniły się Muzeum Canterbury i Biblioteka Canterbury, a także Christ’s College, które były niezadowolone ze stanu szkolnictwa wyższego w Canterbury.
W 1933 zmieniono nazwę uczelni z Canterbury College na Canterbury University College, a w 1957 na obecną. Do 1961 była ona częścią Uniwersytetu Nowej Zelandii i w jego ramach przyznawała stopnie naukowe. Po rozwiązaniu Uniwersytetu Nowej Zelandii do Uniwersytetu Canterbury włączono Canterbury Agricultural College w Lincoln (przemianowany jednocześnie na Lincoln College), który w 1990 się odłączył i stał niezależną uczelnią (jako Uniwersytet w Lincoln).
W latach 1961–1974 kampus akademicki przeniesiono z centrum miasta na jego obecne, znacznie większe, miejsce w dzielnicy Ilam. Neogotyckie budynki starego kampusu stały się siedzibą Centrum Sztuki Christchurch.
W 2004 uniwersytet przeszedł restrukturyzację, dzieląc się na cztery kolegia (wraz ze Szkołą Prawa). Od wielu lat ściśle współpracował z założonym w 1877, Christchurch College of Education, co doprowadziło do pełnej fuzji w 2007, ustanawiającej piąte kolegium.

## Wydziały
Zajęcia i badania są prowadzone w ramach następujących wydziałów:

- badania edukacyjne i przywództwo
- biznes i ekonomia
- chemia
- choroby komunikacyjne
- ekonomia i finanse
- elektrotechniki i informatyka
- fizyka i astronomia
- geografia
- inżynieria chemiczna i procesowa
- informatyka i inżynieria oprogramowania
- inżynieria lądowa i zasobów naturalnych
- języki i kultury
- księgowość i systemy informacyjne
- leśnictwo
- matematyka i statystyka
- mechanika i budowa maszyn
- muzyka
- nauki biologiczne
- nauki geologiczne
- nauki humanistyczne
- nauki medyczne
- nauki społeczne i polityczne
- prawo
- psychologia
- sport i wychowanie fizyczne
- studia nad Maorysami
- sztuki piękne
- zarządzanie, marketing i przedsiębiorczość.

## Kolegia

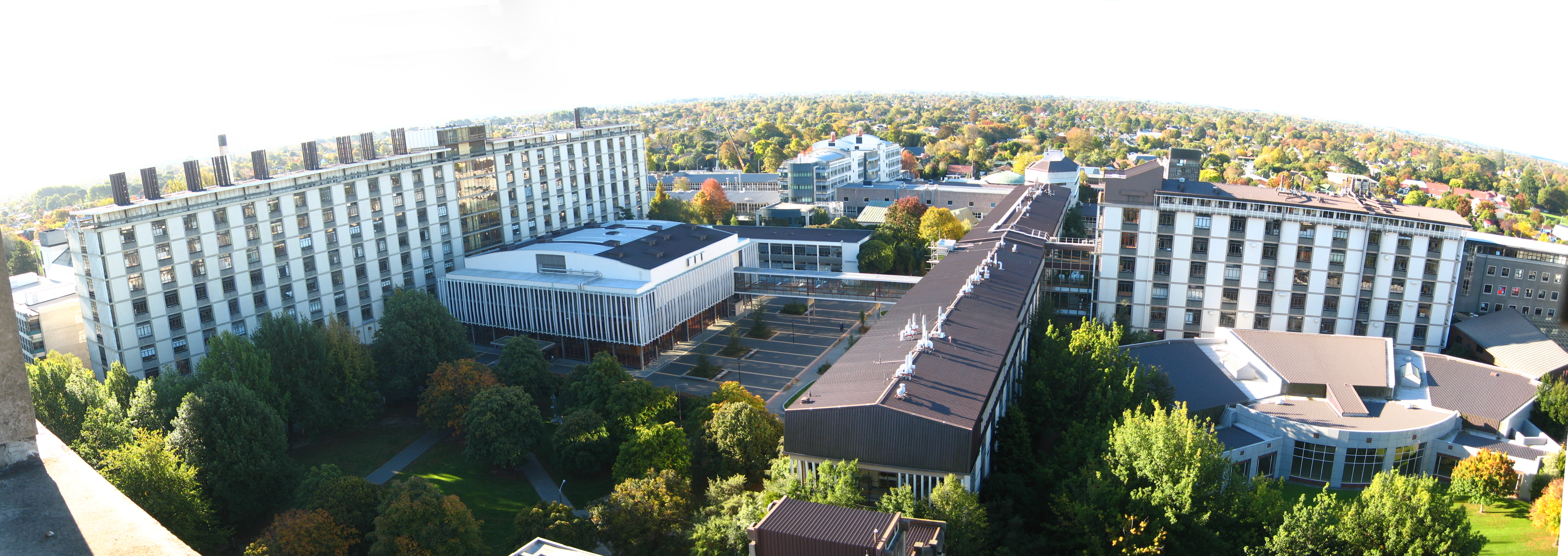
Widok na kampus z dachu biblioteki

Uniwersytet prowadzi swoją działalność w ramach następujących kolegiów:
- College of Arts
- College of Business and Law
- College of Engineering
- College of Science
- College of Education.

## Jednostki ogólnouczelniane i międzywydziałowe

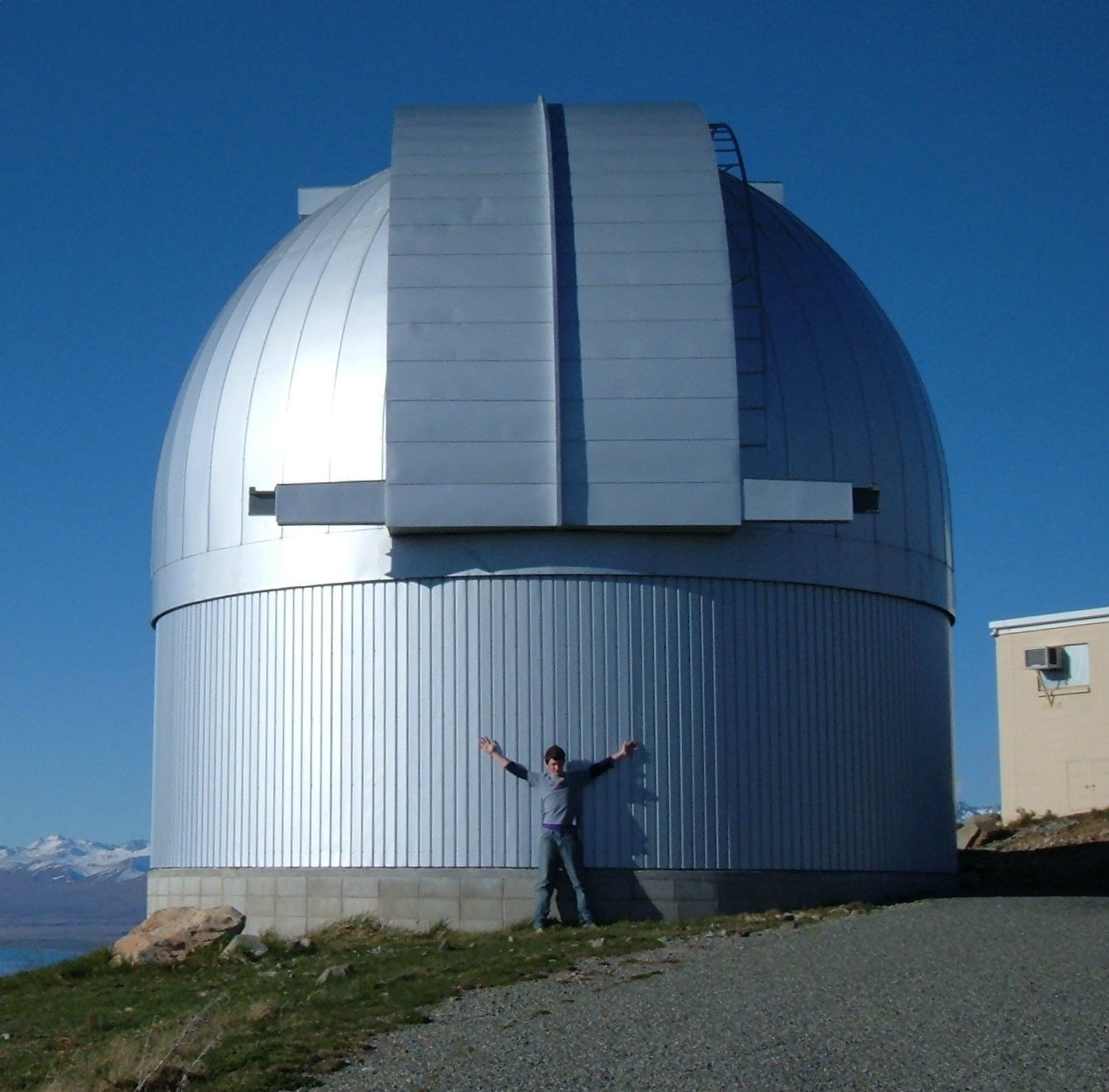
Teleskop obserwatorium uczelni

W ramach uniwersytetu działają następujące jednostki badawcze:

- Centrum Badawcze Biomatematyki
- Centrum Badań Atmosfery
- Centrum Bioinżynierii
- Centrum Badań Zintegrowanych o bezpieczeństwie biologicznym (Inbi)
- Centrum Doskonałości Akwakultury i Ekologii Morza (CEAME)
- Centrum Inżynierii Energii Elektrycznej (EPECentre)
- Brama Antarktyda
- Centrum Nauk o Zdrowiu
- Human Interface Technology Laboratory of New Zealand (HITLabNZ)
- Macmillan Brown Centrum Badań Pacyfiku
- Narodowe Centrum Badań o Europie (NCRE)
- Centrum Badań Zagrożeń Naturalnych
- New Zealand Australia Research Centre (NZARC)
- New Zealand Centre for Human-Animal Studies (NZCHAS)
- New Zealand South Asia Centre (NZSAC)
- Ngai Tahu Research Centre
- Centrum Badawcze Nauk Społecznych (SSRC)
- Centrum Badań Inżynierii przestrzennej
- Centrum Badawcze Przemocy Te Awatea
- Narodowe Centrum Badań w Edukacji Muzycznej i Sztuk Audialnych Te Puna Puoru (MERC)
- Centrum Quake UC
- Centrum Zarządzania Wodami Słodkimi
- Centrum Badawcze Technologii Bezprzewodowej (WRC)
- Centrum Badawcze Technologii Drewna

## Absolwenci
- Roy P. Kerr – matematyk
- Sam Neill – aktor
- Karl Popper – filozof
- Ernest Rutherford – chemik, noblista
- Kevin Tod Smith – aktor